# Paris Concert
Paris Concert è un album del pianista jazz Keith Jarrett pubblicato dall'etichetta ECM.

## L'album
È composto da una traccia di improvvisazione, la prima, intitolata "October 17, 1988", una interpretazione di "The Wind" di Russ Freeman e Jerry Gladstone. L'ultima traccia è un blues improvvisato.

## Tracce
1. October 17, 1988 – 38:23
2. The Wind – 6:32
3. Blues – 5:22